# Luca Ekler
Luca Ekler, née le 28 octobre 1998 à Győr (Hongrie), est une athlète handisport hongroise, concourant en sprint et saut en longueur catégorie T38 pour les athlètes ayant subi une infirmité motrice cérébrale « légère ». Après le titre européen en 2018 et 2021 et le titre mondial en 2019, elle remporte le titre paralympique sur le saut en longueur T38 en 2021.

## Jeunesse
Victime d'une hémorragie intracérébrale à l'âge de 10 ans, elle passe plusieurs mois en fauteuil roulant et doit réapprendre à marcher.
Elle décide de se lancer dans l'athlétisme handisport après avoir vu les sœurs Biacsi concourrir aux Mondiaux 2017.

## Carrière
Aux épreuves d'athlétisme aux Jeux paralympiques d'été de 2020, elle bat le record du monde du saut en longueur avec un saut à 5,63 m. Elle participe également aux 100 m et 400 m T38 où elle termine respectivement 4e et 5e.

## Palmarès

### Jeux paralympiques
- médaille d'or du saut en longueur T38 aux Jeux paralympiques d'été de 2020 à Tokyo

### Championnats du monde
- médaille d'or du saut en longueur T38 aux Championnats du monde 2019 à Dubaï
- médaille d'argent du 100 m T38 aux Championnats du monde 2019 à Dubaï
- médaille d'argent du 200 m T38 aux Championnats du monde 2019 à Dubaï

### Championnats d'Europe
- médaille d'or du saut en longueur T38 aux Championnats d'Europe 2021 à Bydgoszcz
- médaille d'or du 400 m T38 aux Championnats d'Europe 2021 à Bydgoszcz
- médaille d'argent du 100 m T38 aux Championnats d'Europe 2021 à Bydgoszcz
- médaille d'or du saut en longueur T38 aux Championnats d'Europe 2018 à Berlin
- médaille de bronze du 200 m aux Championnats d'Europe 2018 à Berlin